# Josef Holeček
Josef Holeček (Říčany, 25 de janeiro de 1921 — Praga, 20 de fevereiro de 2005) foi um velocista checo na modalidade de canoagem, foi vencedor da medalha de Ouro em C-1 1000 metros em Londres 1948 e Helsínquia 1952.